# Contulmo
Contulmo ist eine Stadt und Kommune in dem südamerikanischen Anden-Staat Chile. In der Mapudungun-Sprache bedeutet der Name „Ort der Passage“, und liegt in der Provinz Arauco in der Región del Bío-Bío im Süden des Landes.

## Geschichte

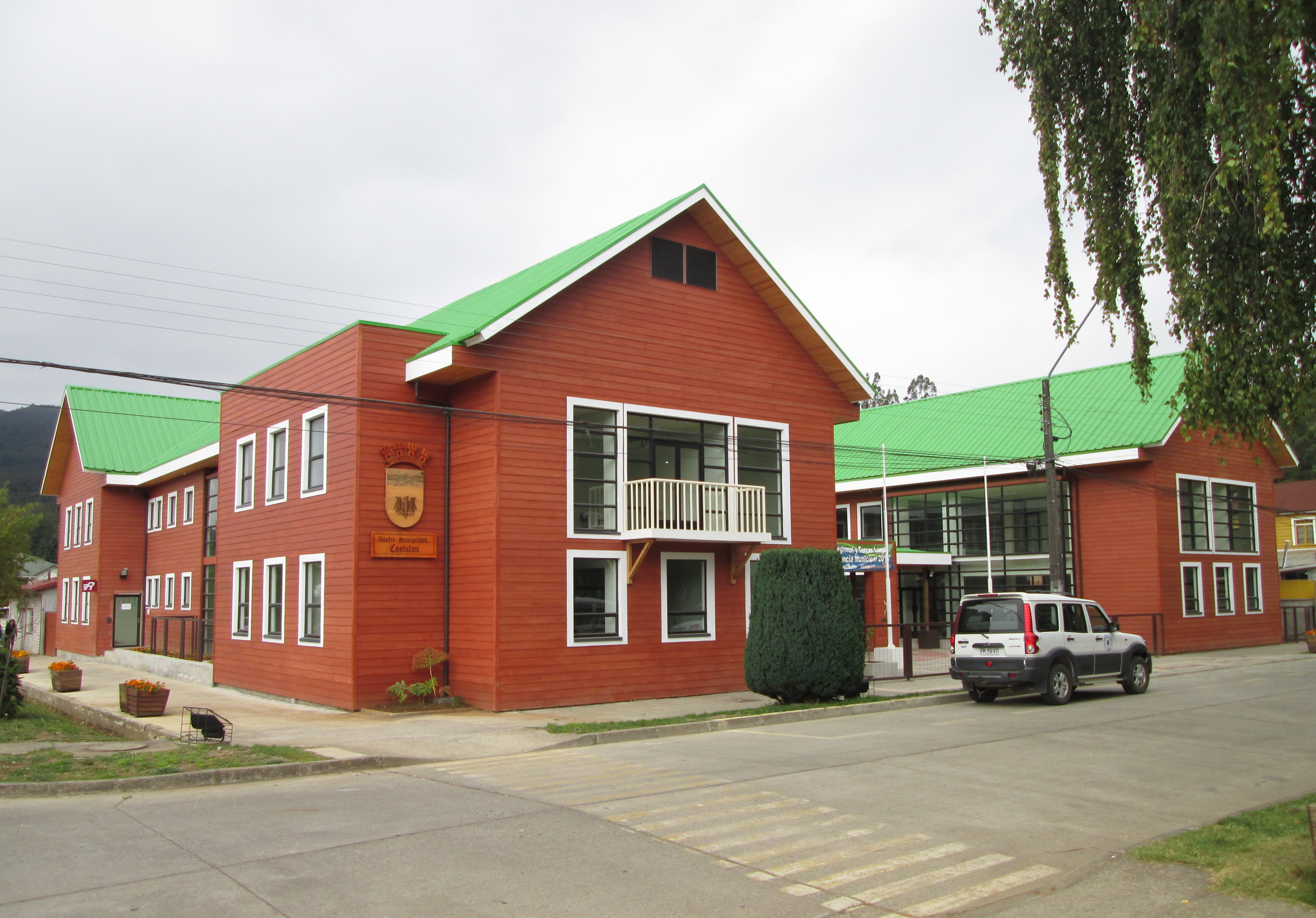
Rathaus von Contulmo.

1612 ereignete sich im heutigen Kommunalgebiet von Contulmo das Massaker an den Märtyrern von Elicura, bei dem drei katholische Priester in Begleitung indigener Häuptlinge durch den Wutausbruch eines indigenen Militärhäuptlings dieses bewohnten Gebiets getötet wurden Zeit durch das Volk der Nagche (eine Gruppe der Mapuches).
Die Geschichte der Gemeinde Contulmo steht im Zusammenhang mit dem europäischen Besiedlungsprozess Araukaniens, insbesondere mit dem deutschen Siedlungsprozess, der von der chilenischen Regierung in den späten Jahren des 19. Jahrhunderts gefördert wurde. 1883 organisierte der lutherische Pastor Oskar von Barchwitz-Krauser Konferenzen in Berlin, um potenzielle Siedler des christlichen Glaubens dazu zu werben, die historische Region Araukanien zu bevölkern und zu urbanisieren. Zu Beginn des Jahres 1884 wurde die Stadt „San Luis de Contulmo“ von 48 Familien aus Deutschland, protestantischer Religion, neu angekommen in Südamerika, gegründet. Dies war eine schwierige Aufgabe, da die Gegend in einigen Gebieten praktisch unerforscht war, mit Sümpfen und dichter Vegetation rund um den Lago Lanalhue.
Die Kolonisten, mit Unterstützung der chilenischen Regierung, begannen in der Landwirtschaft zu arbeiten und setzten die städtische Entwicklung der Gemeinde in Gang. Das Dorf wurde in der Mitte eines Tals im Küstengebirge (von den Mapuche Nahuelbuta genannt) entwickelt. Die Architektur zeigt Einfluss der deutschen Kolonialarchitektur in den Gebäuden, die vor allem aus Holz gebaut wurden. Außerdem findet man in der Stadt Familien mit den Nachnamen Sperberg, Schulz, Pfaff, Ewert, Grollmus, Müller, Iost, Schulmeyer etc., Zeichen der deutschen Abstammung.
Die deutsche Schule, die erste Bildungseinrichtung der Gemeinde, wurde 1893 gegründet und nach einem Brand am Ende des 20. Jahrhunderts geschlossen.
Der erste Bürgermeister der Kommune Contulmo war Paul Kortwich, ein deutsch verstaatlichter chilenischer Staatsbürger, der 1918 in dieses Amt gewählt wurde.

## Demografie
Die Demografie Contulmos ist quantitativ die geringste Menge der Provinz Arauco. Im ethnischen Sinn, es besteht aus drei Hauptgruppen: Die Nachfahren deutscher Siedler, die Chilenen (spanische Abstammung und Mestizen) und der Mapuche (indigene Bevölkerung).